# Éditions d'Acadie
Les Éditions d'Acadie ont été parmi les premiers éditeurs au Nouveau-Brunswick et au Canada à publier des œuvres d'auteurs acadiens. Elles voient le jour en 1972 et ferment leurs portes en 2000. 

## Livres publiés
Elles ont notamment publié Cri de terre de Raymond Guy LeBlanc, Acadie Rock de Guy Arsenault, Mourir à Scoudouc de Herménégilde Chiasson, Dis-moi la nuit d'Henri-Dominique Paratte, La vraie vie de France Daigle, Ainsi que Concerto pour huit voix, l'un des premiers recueils de nouvelles en Acadie, et le premier recueil de nouvelles collectif.    
Le livre La cuisine traditionnelle en Acadie, publié pour la première fois en 1975, s'est vendu à 30 000 exemplaires si l'on compte aussi la version publiée par les Éditions de la francophonie.
Le livre Claude Roussel sculpteur/sculptor d'Herménégilde Chiasson et Patrick Condon Laurette, publié en 1985, est le premier livre en son genre d'un artiste acadien publié par une maison d'édition acadienne.